# Le Dossier Mona Lina
Pour plus de détails, voir Fiche technique et Distribution.
Le Dossier Mona Lina est un film dramatique israélo-allemand réalisé par Eran Riklis, sorti en 2017 et tiré d’une nouvelle de Shulamith Hareven, The Link,.

## Synopsis
L'agente double Lina Haddad (nom de code Mona) a été démasquée après avoir fourni au Mossad des renseignements sur le chef du Hezbollah libanais Naim Qassem. Après une opération de chirurgie plastique destinée à lui forger une nouvelle identité, Lina est placée en sécurité dans un appartement de Hambourg. Elle est rejointe par Naomi, agente israélienne retirée depuis deux ans des services du Mossad, qui sera sa baby-sitter pour assurer sa protection et sa surveillance.

## Fiche technique
- Titre : Le Dossier Mona Lina
- Titre original : Shelter
- Réalisation : Eran Riklis
- Scénario : Eran Riklis
- Photographie : Sebastian Edschmid
- Montage : Richard Marizy
- Costumes : Mandy Becker et Sarah Wüthrich
- Décors : Brigit Esser
- Musique : Yonathan Riklis
- Producteurs : Bettina Brokemper, Antoine de Clermont-Tonnerre, Michael Eckelt et Eran Riklis
  - Producteurs délégués : Leon Edery, Moshe Edery et Ira Riklis
  - Producteurs exécutifs : Sascha Verhey
- Production : Eran Riklis Productions, Heimatfilm, MACT Productions et Riva Filmproduktion
- Distribution : Pyramide Distribution
- Pays d’origine :  Israël et  Allemagne
- Genre : Drame
- Durée : 93 minutes
- Dates de sortie :
  -  Israël : 
    - 6 septembre 2017 (avant-première)
    - 25 janvier 2018 (en salles)

  -  France : 4 juillet 2018

## Distribution
- Golshifteh Farahani (VF : Flora Kaprielian) : Mona
- Neta Riskin (VF : Aurore Bonjour) : Naomi
- Lior Ashkenazi (VF : Renaud Marx) : Gad
- Yehuda Almagor (VF : Jacques Bouanich) : Avner
- Doraid Liddawi (VF : Jean-Philippe Pertuit) : Naim Quassem
- Haluk Bilginer (VF : François Dunoyer) : Ahmet
- Ronald Kukulies : Janitor
- Mark Waschke (VF : Damien Boisseau) : Bernhard
- Dagmar von Kurmin : Mlle Herrmann
- August Wittgenstein : l'homme élégant
- Amit Jacobi : l'agent du Mossad

## Accueil de la critique
Le film a été globalement mal reçu par la critique cinématographique, considérant que ce « film d'espionnage en fait des tonnes » utilisant un « grossier suspens » pour Le Monde.  La tribune du Masque et la Plume est partagée, avec deux avis franchement négatifs de Sophie Avon et Éric Neuhoff qui jugent le film « assez banal et attendu, [voire] lourdingue » avec des « [tout] de même des vraies fautes de débutant » quand Xavier Leherpeur, plus indulgent pense que « ça fonctionne, c'est net, c'est alerte, sec, nerveux ».

## Distinctions
- 2017 : Nomination pour l'Ophir de la meilleure actrice pour Neta Riskin